# Албаредо Арнаболди
Албаредо Арнаболди (итал. Albaredo Arnaboldi) је насеље у Италији у округу Павија, региону Ломбардија.
Према процени из 2011. у насељу је живело 205 становника. Насеље се налази на надморској висини од 59 м.

## Становништво
Према резултатима пописа становништва 2011. у општини је живело 225 становника.
| 1931. | 1936. | 1951. | 1961. | 1971. | 1981. | 1991. | 2001. | 2011. |
| ----- | ----- | ----- | ----- | ----- | ----- | ----- | ----- | ----- |
| 467   | 450   | 451   | 414   | 288   | 229   | 208   | 205   | 225   |